# Olszewki Mazurskie (przystanek kolejowy)
Olszewki Mazurskie (niem. Olschöwken, 1938–1945 Kornau (Ostpreußen), 1945–1947 Olszewka Mazurska) – zamknięty przystanek osobowy w Olszewkach na linii kolejowej nr 262, w gminie Dźwierzuty, w województwie warmińsko-mazurskim, w Polsce.